# 馬尼拉輕軌
馬尼拉輕軌（英語：Manila Light Rail Transit System，LRT）是菲律賓馬尼拉大都會一座城市軌道交通系統，也是東南亞首座城市軌道交通系統。該系統得名於通車時採用的輕軌列車，卻擁有高客流量、專有路權，以及地鐵規格的列車，具備地鐵系統的特徵。自2015年起，1號線的經營權已經轉移到私營的馬尼拉輕軌公司，2號線的經營權仍然屬於交通及通訊部屬下的公營機構輕軌管理局。輕軌系統與馬尼拉捷運（3號線，又稱為新黃線）、菲律賓國家鐵路的通勤鐵路線組成了馬尼拉大都會的城市軌道交通網絡。
輕軌服務快捷、便宜，每天載客量達130萬人次。輕軌網絡全長36.4（22.6英里），大部分路段都在架空橋上，由兩條路線組成，共設有33座車站。輕軌1號線又稱為綠線，原為黃線，在1984年通車，呈南北走向，在設計上較為簡樸，缺乏無障礙通道等設施，為乘客帶來不便。輕軌2號線又稱為藍線，原為紫線，在2004年通車，呈東西走向，設計規格比1號線高，並設有無障礙設施。每個輕軌站都有保安員當值，負責進行安檢，以及協助乘客。系統早年曾採用代幣形單程票（1984年－2001年）及可重複使用的磁帶車票（2001年－2015年），後來為了整合馬尼拉的交通收費系統，營運商在2015年決定引入Beep卡，取代磁帶車票。
很多輕軌乘客也使用巴士、吉普尼等陸路公共交通工具往返輕軌站和目的地。輕軌系統的建設原意是舒緩都會區的交通擠塞現象，減省乘客的出行時間，不過由於馬尼拉都會區的都市化過程非常迅速，機動車數量有增無減，因此輕軌只能解決一部分的問題。輕軌將進行擴建工程，嘗試解決這個問題。

## 路網

馬尼拉大都會鐵路路線圖（2021年）

馬尼拉輕軌設有兩條路線，包括通車時間較早的輕軌1號線（綠線），以及比較簇新的2號線（藍線）。1號線全長超過17.2（10.7英里），呈南北走向，沿黎剎大道、塔虎脫大道興建，連接紀念碑站和墨拉蘭站；全線設在混凝土高架橋上，擁有專有路權，所以輕軌列車可以避開下方繁忙的道路交通。1號線延長線呈東西走向，沿乙沙大道興建，設有四個車站，連接紀念碑站和北大道站，在2010年通車。但北大道站尚未改造為兩鐵共構車站，不過把位於延長線上的兩座車站——描林沓瓦站和羅斯福站 (馬尼拉輕軌)算進去的話，1號線總共設有20座車站。輕軌2號線全長超過16.8（10.4英里），呈東西走向，沿勒道大道、黎牙沓大道、麥獅獅大道、奧羅拉大道和馬利金納－因凡塔公路興建，連接勒道站和安蒂波洛站，設有11座車站（含地下站1座），大部分路段設於高架橋上。輕軌線路途經的城市包括加洛坎、馬尼拉、馬利金納、帕賽、帕西格、奎松，以及仙範市。
輕軌1號線日均客流量約為43萬人次，2號線日均客流量約為17.5萬人次。在繁忙時間投入運作的1號線列車共有29輛，每班車的間隔時間以4分鐘為下限；在繁忙時間投入運作的2號線列車共有12輛，每班車的間隔時間以5分鐘為下限。完成提升工程後，1號線的班距可以縮短到1分30秒，2號線的班距可以縮短到2分鐘，由此2號線的每小時單向載客量可以提升到6萬人次。
馬尼拉輕軌、馬尼拉捷運、菲律賓國家鐵路都屬於強大的共和國運輸系統，其中2條輕軌與捷運3號線（又稱為新黃線，軌道交通線路，運營模式與輕軌相似，與輕軌並非互通，由私營機構捷運公司營運）構成了馬尼拉大都會區鐵路運輸網絡的主幹。2條輕軌線路之間只設有一組換乘站（勒道站／多羅特奧扶西站），輕軌線路與捷運線路之間則設有兩組換乘站（亞蘭禮沓中心-龜卯站、乙沙站 (馬尼拉輕軌)）。乘客必須離開車站收費區，經有蓋通道到達另一端的車站，轉乘另一路線的列車。武敏直站下方也設有一座同名的國鐵站。
輕軌1、2號線各設有三座樞紐站，1號線的樞紐站包括墨拉蘭站、中央總站 (馬尼拉輕軌)和紀念碑站，2號線的樞紐站則包括勒道站、亞蘭禮沓中心-龜卯站和仙道蘭站。輕軌線路在這些車站與其他主要的交通線路交匯，乘客可以在這裏換乘私營的巴士、吉普尼線路，到達位於馬尼拉大都會區或鄰近省份的目的地。輕軌系統設有兩座車廠：1號線的車廠是帕賽車廠，同時也是輕軌管理局的總部，鄰近墨拉蘭站；2號線的車廠是仙道蘭車廠，位於帕西格市，由住友集團承建。
輕軌1、2號線全年無休，除非另行通知，平日服務時間為上午4時30分（PST，UTC+8，下同）至晚上10時15分，週末服務時間為上午5時至晚上9時50分。輕軌管理局將借助新聞稿、車站廣播、網站等方式公布特定時段的運行安排。

## 延伸閱讀
- Allport, R. J. (1986). Appropriate mass transit for developing cities. Transport Reviews: A Transnational Transdisciplinary Journal, 6(4), 365–384. doi:10.1080/01441648608716636
- Asia Pacific Energy Research Centre (APERC). Institute of Energy Economics, Japan.  (PDF). Tokyo: Author. 2008. ISBN 978-4-931482-39-5. （原始内容 (PDF)存档于2011-07-22）. （页面存档备份，存于）
- Dans, Jose P. Jr. . Institution of Civil Engineers  (编). . London: Thomas Telford. 1990. ISBN 0-7277-1560-7.
- Midgley, Peter. (1994-03-31). Urban Transport in Asia : An Operational Agenda for the 1990s （页面存档备份，存于） (World Bank technical paper no. 224). Washington D.C.: World Bank. ISBN 0-8213-2624-4.
- Thomson, J.M., R.J. Allport and P.R. Fouracre. . Institution of Civil Engineers  (编). . London: Thomas Telford. 1990. ISBN 0-7277-1560-7.
- United States Agency for International Development. (June 2005). Integrated Environmental Strategies – Philippines Project Report – Metropolitan Manila （页面存档备份，存于）. Author. (With United States Environmental Protection Agency, NREL, and the Manila Observatory).
- Uranza, Rogelio. (2002). The Role of Traffic Engineering and Management in Metro Manila. Workshop paper presented in the Regional Workshop: Transport Planning, Demand Management and Air Quality, February 2002, Manila, Philippines. Asian Development Bank (ADB). Archived from the original on 2009-12-29.
- World Bank.  (PDF). Author. 2001-05-23  [2016-05-31]. （原始内容存档 (PDF)于2016-03-03）. （页面存档备份，存于）

## 外部連結
- 馬尼拉輕軌公司 （页面存档备份，存于）
- 輕軌管理局 （页面存档备份，存于）